# Relaciones Chile-Kazajistán
Las relaciones Chile-Kazajistán son las relaciones internacionales entre la República de Chile y la República de Kazajistán.

## Historia

### sigloXX
Las relaciones diplomáticas entre Chile y Kazajistán fueron establecidas el 19 de agosto de 1993.

### sigloXXI
En septiembre de 2019 se llevó a cabo la II Reunión de Consultas Políticas entre ambos países, en Nursultan. Durante la reunión, se destacó el interés compartido de profundizar la relación bilateral en diversos ámbitos tales como comercio, inversiones, minería y energía, para lo cual se propuso el establecimiento formal de un diálogo comercial entre Chile y Kazajistán.

## Relaciones comerciales
En 2022, el intercambio comercial entre ambos países ascendió a los 136 millones de dólares estadounidenses, lo que supuso un 85% de crecimiento promedio anual en los últimos cinco años. Los principales productos exportados por Chile fueron salmones y partes de bombas para líquidos, mientras que Kazajistán exportó mayoritariamente hulla bituminosa, ferrocromo y trióxido de cromo.

## Misiones diplomáticas
- La embajada de Chile en Rusia concurre con representación diplomática a Kazajistán.[4] Asimismo, Chile cuenta con un consulado honorario en Astaná.[5]
- La embajada de Kazajistán en Brasil concurre con representación diplomática a Chile.[4] Asimismo, Kazajistán cuenta con un consulado general honorario en Santiago de Chile, en la comuna de Vitacura.[6]